# Livingston (Wisconsin)
Livingston ist eine Gemeinde (mit dem Status „Village“) im Grant County und zu einem kleinen Teil im Iowa County im US-amerikanischen Bundesstaat Wisconsin. Im Jahr 2010 hatte Livingston 664 Einwohner.
Livingston ist Bestandteil der Metropolregion Madison.

## Geografie
Livingston liegt im Südwesten Wisconsins. Der am Mississippi gelegene Schnittpunkt der drei Bundesstaaten Minnesota, Iowa und Wisconsin befindet sich 116 km nordwestlich. Nach Illinois sind es 48 km in südlicher Richtung.
Die geografischen Koordinaten von Livingston sind 42°54′00″ nördlicher Breite und 90°25′51″ westlicher Länge. Das Gemeindegebiet erstreckt sich über eine Fläche von 2,64 km².
Nachbarorte von Livingston sind Montfort (8,6 km nördlich), Cobb (15,5 km nordöstlich), Linden (14,7 km östlich), Rewey (9 km südsüdöstlich), Platteville (21,9 km südsüdwestlich) und Fennimore (25,6 km westnordwestlich).
Die nächstgelegenen größeren Städte sind La Crosse (150 km nordnordwestlich), Green Bay (325 km nordöstlich), Wisconsins Hauptstadt Madison (102 km ostnordöstlich), Rockford in Illinois (175 km südöstlich), die Quad Cities in Iowa und Illinois (171 km südlich) und Cedar Rapids in Iowa (173 km südwestlich).

## Verkehr
Der Wisconsin State Highway 80 verläuft in Nord-Süd-Richtung durch den östlichen Teil des Ortes, während der in West-Ost-Richtung verlaufende County Highway E die Hauptstraße von Livingston bildet und im Osten des Ortes den WI 80 kreuzt. Alle weiteren Straßen sind untergeordnete Landstraßen, teils unbefestigte Fahrwege sowie innerörtliche Verbindungsstraßen.
Mit dem Platteville Municipal Airport liegt 28 km südlich ein kleiner Flugplatz. Die nächsten Verkehrsflughäfen sind der La Crosse Regional Airport (161 km nordnordwestlich), der Dubuque Regional Airport in Dubuque, Iowa (70,1 km südsüdwestlich) und der Dane County Regional Airport in Wisconsins Hauptstadt Madison (112 km ostnordöstlich).

## Bevölkerung
Nach der Volkszählung im Jahr 2010 lebten in Livingston 664 Menschen in 263 Haushalten. Die Bevölkerungsdichte betrug 251,5 Einwohner pro Quadratkilometer. In den 263 Haushalten lebten statistisch je 2,5 Personen.
Ethnisch betrachtet bestand die Bevölkerung mit zwei Ausnahmen nur aus Weißen.
27,3 Prozent der Bevölkerung waren unter 18 Jahre alt, 55,2 Prozent waren zwischen 18 und 64 und 17,5 Prozent waren 65 Jahre oder älter. 51,5 Prozent der Bevölkerung war weiblich.
Das mittlere jährliche Einkommen eines Haushalts lag bei 45.662 USD. Das Pro-Kopf-Einkommen betrug 21.899 USD. 6,9 Prozent der Einwohner lebten unterhalb der Armutsgrenze.